# Sandra Näslund
Sandra Näslund (Gudmundrå, 6 de julio de 1996) es una deportista sueca que compite en esquí acrobático, especialista en la prueba de campo a través.
Participó en tres Juegos Olímpicos de Invierno, obteniendo una medalla de oro en Pekín 2022, el cuarto lugar en Pyeongchang 2018 y el quinto en Sochi 2014.
Ganó cuatro medallas de oro en el Campeonato Mundial de Esquí Acrobático entre los años 2017 y 2023.

## Medallero internacional
| Juegos Olímpicos   | Juegos Olímpicos       | Juegos Olímpicos | Juegos Olímpicos          |
| Año                | Lugar                  | Medalla          | Prueba                    |
| ------------------ | ---------------------- | ---------------- | ------------------------- |
| 2022               | Pekín (China)          | Medalla de oro   | Campo a través            |
| Campeonato Mundial |                        |                  |                           |
| Año                | Lugar                  | Medalla          | Prueba                    |
| 2017               | Sierra Nevada (España) | Medalla de oro   | Campo a través            |
| 2021               | Idre Fjäll (Suecia)    | Medalla de oro   | Campo a través            |
| 2023               | Bakuriani (Georgia)    | Medalla de oro   | Campo a través            |
| 2023               | Bakuriani (Georgia)    | Medalla de oro   | Campo a través por equipo |